# Volmaaktheid
Volmaaktheid of perfectie is een filosofisch concept, dat betekent dat een bepaald wezen een bepaalde eigenschap in de hoogste mate bezit, of dat een bepaald wezen alle eigenschappen bezit. Ook kan het betekenen, dat een bepaald wezen alle bestaande eigenschappen in de hoogste mate bezit.

Dit concept wordt vaak gebruikt in filosofische of theologische contexten. God is volgens sommige filosofen en theologen bijvoorbeeld een volmaakt wezen.
Een ander concept is voldoen aan de maatstaven waarvoor het gemaakt werd. Bijvoorbeeld een stoel is volmaakt indien men er op kan zitten, m.a.w. hij heeft 3 of meer poten.

## Voorbeelden

### Anselmus' godsbewijs
Anselmus van Canterbury betoogde dat God van alle goede eigenschappen de volmaakte vorm heeft. Zijn definitie van God was: 'datgene dan wat zich niets hogers denken laat', in het Latijn: 'id quo maius nihil cogitari potest', vaak afgekort als IQM. Uit zijn definitie leidde Anselmus zijn Godsbewijs af: als God 'datgene dan wat zich niets hogers denken laat' is, dan is de hoogst denkbare vorm 'datgene dat werkelijk bestaat en dan wat zich niets hogers denken laat'. 

Dit godsbewijs werd door de filosoof Immanuel Kant weerlegd, die stelde dat existentie geen eigenschap is.

### Spinoza
Voor Baruch Despinoza is volmaaktheid hetzelfde als werkelijkheid. Dat wat volmaakt is, heeft immers alle bestaande eigenschappen en voor Spinoza bestaat er niets buiten de Natuur, wat hetzelfde is als God. Omdat alle bestaande eigenschappen daarom noodzakelijkerwijs in de Natuur inhereren, is zij volmaakt.
De gangbare betekenis die aan het begrip "volmaaktheid" werd gegeven, verwierp hij als een irrationeel geloof dat slechts gegrond is in de idee van een ideaaltype dat wij verbinden met een bestaand object. Zo noemen wij object X1 "volmaakter dan" object X2, omdat X1 meer overeenkomt met de abstracte voorstelling die wij van een type X hebben. Een nomade zal daarom bijvoorbeeld een tent volmaakt vinden, terwijl een romein een paleis perfect vindt. Dit zegt echter niets over het werkelijke ding, maar slechts over hun fictieve voorstellingen van een type ("onderkomen", "gebouw").